# (6807) Brünnow
(6807) Brünnow ist ein Asteroid des inneren Hauptgürtels, der am 24. September 1960 von dem niederländischen Astronomenehepaar Cornelis Johannes van Houten und Ingrid van Houten-Groeneveld entdeckt wurde. Die Entdeckung geschah im Rahmen des Palomar-Leiden-Surveys, bei dem von Tom Gehrels mit dem 120-cm-Oschin-Schmidt-Teleskop des Palomar-Observatoriums (IAU-Code 675) aufgenommene Feldplatten an der Universität Leiden durchmustert wurden
Der Asteroid wurde am 28. August 1996 nach dem deutschen Astronomen Franz Friedrich Ernst Brünnow benannt, der 1847 zum Direktor der Sternwarte Bilk (heute ein Stadtteil von Düsseldorf) berufen wurde.
1854 ging Brünnow in die USA nach Ann Arbor (Michigan), wo er Direktor der neu zu errichtenden Sternwarte  wurde. In Ann Arbor und später in Albany, wo er von 1859 bis 1860 als stellvertretender Direktor des Dudley-Observatoriums angestellt war, gab er eine astronomische Zeitschrift heraus, die Astronomical Notices.